# Namaland

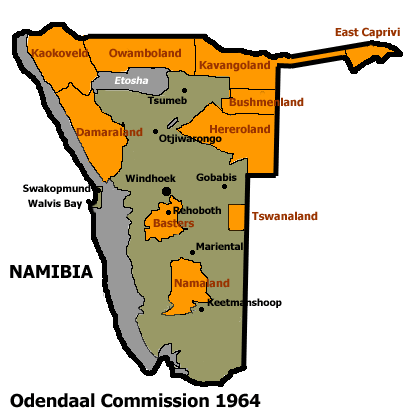
Namaland in Plan Odendaal
(onderste enclave)

Namaland was een bantoestan, dat in 1980 door het Zuid-Afrikaanse apartheidsregime in Namibië werd gecreëerd. Volgens het Plan Odendaal zou de Nama-bevolking in Namibië, toentertijd Zuidwest-Afrika genoemd, net als alle andere etnische bevolkingsgroepen, in een speciaal voor hen gecreëerd thuisland worden ondergebracht, waar zij beperkt zelfbestuur zouden krijgen, onder het regime van Zuid-Afrika. 
Meer dan de helft van Namibië, inclusief de rijke gebieden met natuurlijke bronnen, zoals diamanten, metalen en uraniumerts, zou gereserveerd blijven voor de blanke Zuid-Afrikaanse bevolking.